# Andrew Trim
Andrew Trim, född den 30 december 1968 i Sydney, Australien, är en australisk kanotist.
Han tog OS-brons på K-2 500 meter i samband med de olympiska kanottävlingarna 1996 i Atlanta.
Han tog OS-silver på samma distans i samband med de olympiska kanottävlingarna 2000 på hemmaplan i Sydney.